# (593616) 2015 RG277
(593616) 2015 RG277 est un objet transneptunien faisant partie des cubewanos.

## Caractéristiques
2015 RG277 mesure environ 180 km de diamètre.